# Oluwaseun Adewumi
Oluwaseun Adewumi (* 23. Februar 2005) ist ein österreichischer Fußballspieler.

## Karriere

### Verein
Adewumi begann seine Karriere beim Floridsdorfer AC. Im März 2016 wechselte er in die Jugend des SK Rapid Wien, bei dem er ab der Saison 2019/20 dann auch in der Akademie spielte. Zur Saison 2020/21 kehrte er nach Floridsdorf zurück. Im Oktober 2021 debütierte er für die Amateure des FAC in der 2. Landesliga. Im April 2022 stand er gegen den FC Dornbirn 1913 erstmals im Profikader. Sein Debüt in der 2. Liga gab er dann im Mai 2022, als er am 30. Spieltag der Saison 2021/22 gegen den FC Juniors OÖ in der 68. Minute für Elias Felber eingewechselt wurde. Insgesamt kam er für Floridsdorf zu 51 Zweitligaeinsätzen, in denen er viermal traf.
Im August 2024 wechselte Adewumi nach England zum Zweitligisten FC Burnley, der ihn direkt nach Schottland an den Erstligisten FC Dundee verlieh. Während der Leihe kam er zu 28 Einsätzen in der Scottish Premiership, in denen er viermal traf.
Im August 2025 wurde er nach Belgien an Cercle Brügge weiterverliehen.

### Nationalmannschaft
Adewumi spielte im Februar 2024 einmal im österreichischen U-19-Team.